# کوسگودا
کوسگودا (به لاتین: Kosgoda) یک منطقهٔ مسکونی در سری‌لانکا است که در ناحیه گاله واقع شده‌است.